# Isle of Wight Festival
Isle of Wight Festival, Festiwal na Wyspie Wight – wydarzenie muzyczne, organizowane w latach 1968–1970 i od 2002 na wyspie Wight w Anglii.
Festiwal ewoluował z imprezy jednodniowej (31.08.1968) z ok. 10 tys. widzów przez dwudniową (30–31.08.1969) z ok. 150 tys. widzów do pięciodniowej (26–30.08.1970), pdzy czym każdy z koncertów był organizowany w innym miejscu. Najbardziej znaną edycją festiwalu jest ta z 1970, która zgromadziła 600 tys. widzów, podziwiających artystów, takich jak: Jimi Hendrix (zagrał na festiwalu jeden ze swoich ostatnich koncertów przed śmiercią 18 września), Miles Davis, The Who, The Doors, Procol Harum, The Moody Blues, Joan Baez. 
Po raz kolejny odbył się po 32-letniej przerwie w 2002 i od tego czasu odbywa się corocznie na terenach w pobliżu Newport, największego miasta na wyspie. Inną zmianą było przesunięcie terminu imprezy na połowę czerwca. Z roku na rok impreza gromadzi coraz większą widownię (70 tys. w 2008).

## Oryginalne Festiwale 1968-1970

### 1968 Isle of Wight Festival
- Czas trwania: 31 sierpnia 1968
- Liczba widzów: 10 tys.
- Usytuowanie: Ford farm, w pobliżu Godshill
- Artyści: Jefferson Airplane, Arthur Brown, The Move, T. Rex, Plastic Penny, Pretty Things.

### 1969 Isle of Wight Festival
- Czas trwania: 30-31 sierpnia
- Liczba widzów: 150 tys.
- Usytuowanie: Wootton
- Artyści: Bob Dylan, The Who, Joe Cocker, The Band, Free, Richie Havens, The Moody Blues, The Nice, Tom Paxton, Pentangle, Pretty Things.

### 1970 Isle of Wight Festival
- Czas trwania: 26-30 sierpnia
- Liczba widzów: 600 tys.
- Usytuowanie: Afton Down
- Artyści występujący 26 sierpnia, (środa): Judas Jump, Kathy Smith, Rosalie Sorrels, David Bromberg, Redbone, Kris Kristofferson, Mighty Baby.
- Artyści występujący 27 sierpnia, (czwartek): Gary Farr, Supertramp, Andy Roberts Everyone, Howl, Black Widow, Groundhogs, Terry Reid, Gilberto Gil.
- Artyści występujący 28 sierpnia, (piątek): Fairfield Parlour, Arrival, Lighthouse, Taste, Tony Joe White, Chicago, Family, Procol Harum, The Voices of East Harlem, Cactus
- Artyści występujący 29 sierpnia, (sobota): John Sebastian, Shawn Phillips, Lighthouse, Joni Mitchell, Tiny Tim, Miles Davis, Ten Years After, Emerson, Lake and Palmer, The Doors, The Who, Melanie, Sly and the Family Stone
- Artyści występujący 30 sierpnia, (niedziela): Good News, Kris Kristofferson, Ralph McTell, Heaven, Free, Donovan, Pentangle, The Moody Blues, Jethro Tull, Jimi Hendrix, Joan Baez, Leonard Cohen, Richie Havens, Hawkwind